# Condong Catur
Condong Catur is een bestuurslaag in het regentschap Sleman van de provincie Jogjakarta, Indonesië. Condong Catur telt 60.568 inwoners (volkstelling 2010).